# Alfred Dubucand

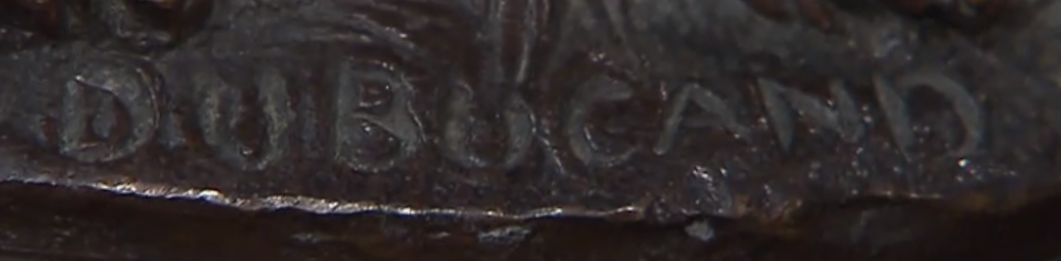
Eine Signatur von Alfred Dubucand

Alfred Dubucand (* 25. November 1828 in Paris; † 1894 ebenda) war ein französischer Tierbildhauer.

## Leben und Werk

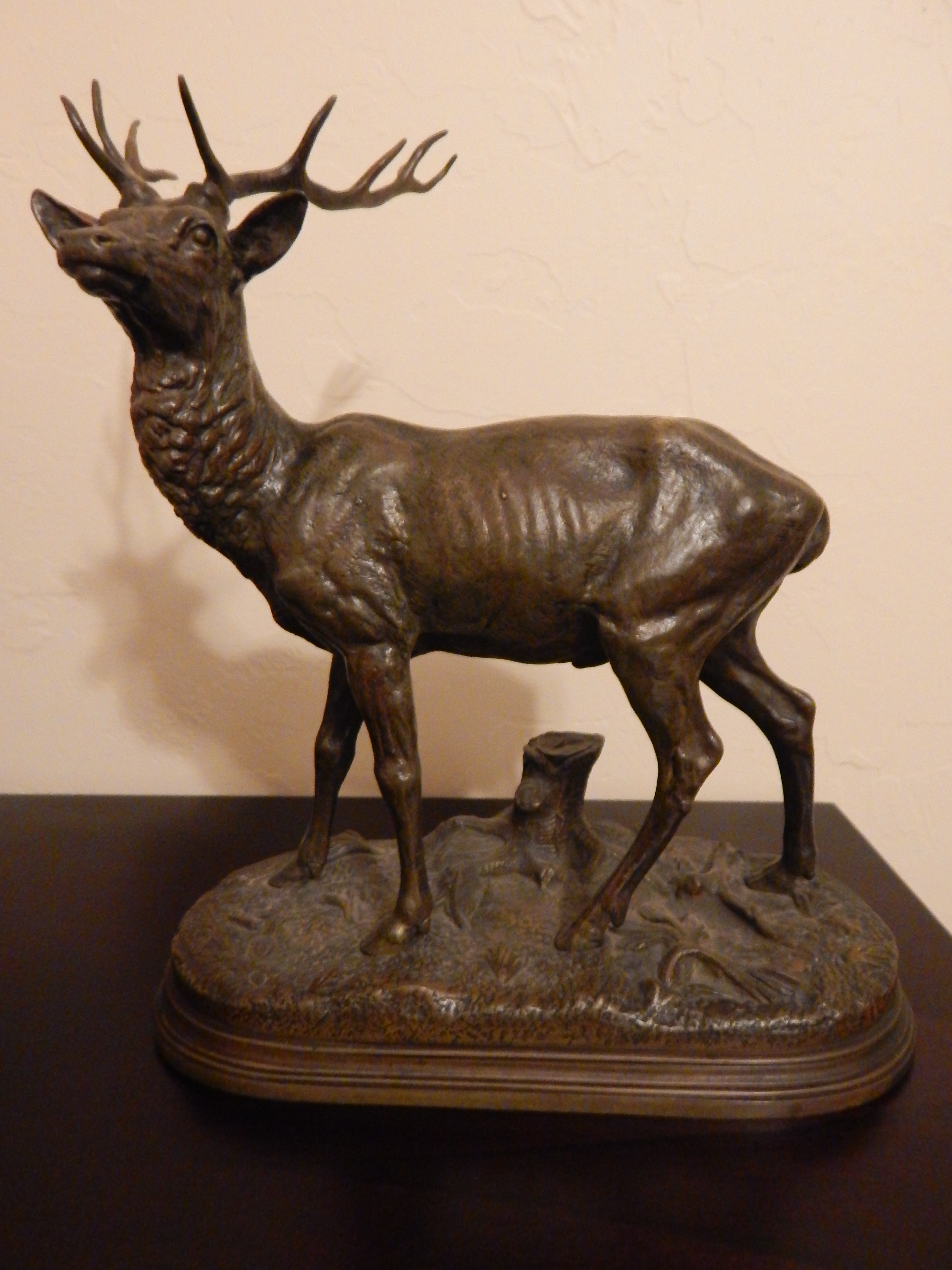
Hirsch, 1872

Alfred Dubucand studierte bei Justin Marie Lequien und Antoine-Louis Barye.
Er fertigte hauptsächlich Tiere, Tiergruppen und Jagdszenen, darunter eine Reihe von Hirsch-, Hunde- und Pferdeskulpturen, wobei er großen Wert auf die realistische Ausarbeitung der anatomischen Details seiner Sujets legte. Zum Beispiel sind oft die Venen in den Beinen seiner Tierskulpturen zu sehen, zudem erscheinen die Tiere nie starr, sondern in ihren natürlichen Bewegungen und Stellungen. Andere seiner Arbeiten stellen nordafrikanische Szenen mit arabischen Figuren wie Nomaden auf Pferden und Kamelen oder Porträtbüsten dar.
Dubucand debütierte 1867 mit dem Bildnis eines Fasans auf dem Pariser Salon der Société des Artistes Français. Bis 1883 stellte er hier regelmäßig aus; 1879 gewann eine Medaille dritter Klasse. Sein letztes Exponat auf dem Salon war Cavalier et femme arabes à la fontaine, ein arabischer Reiter und eine Frau an einem Brunnen. Arbeiten mit einer Signatur E. A. Dubucand, die zwischen 1893 und 1890 auf dem Salon ausgestellt wurden, stammen wohl von einem Verwandten.